# Бухтеев, Афанасий Михайлович
Афана́сий Миха́йлович Бухте́ев (1862 — 1940) — офицер Российского императорского флота, гидрограф, проводил исследования Балтийского, Чёрного, Баренцева, Белого и Карского морей, Онежского озера и озера Байкал; помощник начальника Главного гидрографического управления, член Особой полярной комиссии при Императорской Академии наук, генерал-майор Корпуса гидрографов. Его именем назван мыс на восточном побережье острова Комсомолец архипелага Северная Земля.

## Биография
Родился 24 января (5 февраля) 1862 года в селе Кудрине Московской губернии, в многодетной семье (в семье было восемь детей) потомственного почётного гражданина, мирового судьи Михаила Андреевича Бухтеева (1829―1901) и его жены Елизаветы Андреевны — основательницы женского коммерческого училища в Одессе. Дед Афанасия — Андрей Николаевич Бухтеев (1806—1875) был купцом 1-й гильдии, городским головой Киева в 1854—1857 годах.
В 1878 году Афанасий Бухтеев поступил в Морское училище, после окончания которого 27 сентября (9 октября) 1882 года произведён в мичманы и зачислен в 7-й флотский экипаж. Служил на корабля Балтийского флота. В 1884—1885 годах участвовал в заграничном плавании на полуброненосном фрегате «Генерал-Адмирал». 6 (18) ноября 1888 года окончил по 1-му разряду гидрографическое отделение Николаевской морской академии. С августа 1889 по апрель 1890 года на броненосном крейсере «Минин» участвовал в заграничном плавании в Атлантическом океане. 1 апреля 1890 года произведён в лейтенанты. Затем, до 1891 года, работал в составе Отдельной съёмки Онежского озера в должности производителя работ, начальника партии, командира портового баркаса «Лаг». С 1892 по 1894 год работал начальником гидрографической партии Отдельной съёмки Чёрного моря.
В феврале 1895 года был прикомандирован стажёром к Пулковской обсерватории для практических занятий по геодезии и астрономии. В апреле 1895 года был назначен начальником партии Отдельной съёмки Балтийского моря. Участвовал в работах на описной барже № 2 и судне Таможенной флотилии «Зоркая». С июля по август 1896 года находился в плавании на военном транспорте «Самоед» под командованием капитана 2 ранга В. А. Лилье. Экипажу «Самоеда» поручалось доставить на Новую Землю экспедицию Императорской Санкт-Петербургской академии наук под руководством физика князя Б. Б. Голицына для наблюдения полного солнечного затмения 9 августа 1896 года. В 1895—1896 годах на борту «Самоеда» экспедиция под руководством начальника партии Отдельной съёмки Балтийского моря А. Бухтеева обследовала побережье юго-западной части Южного острова архипелага Новая Земля и вела там промеры.
В январе 1897 года, после окончания практических занятий в Пулковской обсерватории, был назначен помощником начальника Гидрографической экспедиции озера Байкал подполковника Ф. К. Дриженко. Задачей экспедиции была — провести исследования для строительства железнодорожной переправы через озеро в связи с планируемой постройкой Транссибирской железной дороги. Экспедиции удалось в кратчайший срок создать первую меркаторскую и морскую навигационную карты Байкала.
В декабре 1899 года согласно морскому цензу был зачислен на капитан-лейтенантский оклад. В 1903 году был командирован на Мурман для участия в определении астрономических пунктов и выполнения съёмки на Мурманском побережье. 6 декабря того же года произведён в чин капитана 2 ранга. С 1905 по 1911 год был начальником Отдельной съёмки Мурманского берега, в этот период ежегодно находился в плавании в Северном Ледовитом океане и Белом море. Проводил подробную съёмку береговой полосы, прибрежные и морские промеры, наблюдения за уровнем моря и морскими течениями.
В 1907 году был включён в состав Комиссии по пересмотру условных знаков для морских карт. 6 (19) декабря 1908 года произведён в капитаны 1-го ранга. В сентябре 1909 года был награждён Советом Русского астрономического общества половинной премией Государя императора Николая Александровича за труды по геодезии. В 1910 году за труды по изучению приливов на Мурмане и другие работы по геодезии награждён Советом Императорского Русского географического общества золотой медалью имени графа Ф. П. Литке. В апреле 1912 года избран членом постоянной водомерной комиссии (по изучению наводнений) при Императорской Академии наук. Осенью 1912 года командирован в Париж для участия в международной конференции по вопросу о передаче «беспроволочных сигналов о времени с Эйфелевой башни». 6 (19) декабря 1912 года был произведён в генерал-майоры Корпуса гидрографов за отличие по службе и утверждён в должности помощника начальника Главного гидрографического управления.
В июне 1913 года вошёл в состав Особой полярной комиссии при Императорской Академии наук, в июле командирован в Архангельск для ревизии дел Дирекции маяков и лоции Белого моря. В 1916 года назначен начальником Гидрографической экспедиции Чёрного моря, которая вела гидрографические работы возле занятых русскими войсками анатолийских берегов от Батуми до Трабзона.

### Эмиграция
В 1918 году вернулся в Петроград, руководил разбором материалов архива Гидрографического управления, эвакуированных и пострадавших от пожара в Ярославле. В 1919—1920 годах был сотрудником Управления народного просвещения Особого совещания при главнокомандующем Вооружёнными силами Юга России.
25 марта 1920 года семья Бухтеевых эвакуировалась на пароходе «Бургомистр Шредер» из Новороссийска на остров Лемнос (Греция), а в октябре в Югославию. В 1920—1932 годах Бухтеевы жили в городе Нови-Бечей. Афанасий Михайлович преподавал математику, а его жена была классной дамой в эвакуированном туда же Харьковском девичьем институте.
Афанасий Михайлович Бухтеев умер 15 января 1940 года в селе Отока (Босния, Югославия).

## Семья
Афанасий Михайлович Бухтеев был женат на Антонине Константиновне Кедровой (рожд. 10 июня 1864), дочери тайного советника, выпускнице Высших педагогических курсов в Санкт-Петербурге. В семья был дочь Мария (15 июня 1904 — ?) — окончила Белградский университет и стала врачом.

## Награды
За время службы Афанасий Михайлович был награждён многими орденами и медалями:
- орден Святого Станислава 3-й степени (21 апреля 1891 г.);
- орден Святой Анны 3-й степени (17 апреля 1894 г.);
- орден Святого Станислава 2-й степени (6 декабря 1898 г.);
- орден Святой Анны 2-й степени (6 декабря 1904 г.);
- орден Святого Владимира 4-й степени с бантом за 25-летнюю беспорочную службу в офицерских чинах (22 сентября 1908 г.);
- орден Святого Владимира 3-й степени (14 апреля 1913 г.);
- орден Святого Станислава 1-й степени за отлично-усердную службу и труды, вызванные обстоятельствами военного времени (22 марта 1915 г.);
- мечи к ордену Святой Анны 1-й степени (6 декабря 1916 г.);
- серебряная медаль «В память царствования императора Александра III» (23 марта 1896 г.);
- медаль «В память Отечественной войны 1812 года» (30 января 1913 г.);
- светло-бронзовая медаль и наследственный нагрудный знак в память 300-летнего царствования дома Романовых (18 февраля 1913 г.);
- светло-бронзовая медаль «В память 200-летия морского сражения при Гангуте» (28 февраля 1915 г.).

## Память
Именем Бухтеева был назван мыс на восточном побережье острова Комсомолец архипелага Северная Земля. Название было дано в 1913 году в ходе работ Гидрографической экспедиции Северного Ледовитого океана на транспортах «Таймыр» и «Вайгач» под руководством Б. А. Вилькицкого.